# 克努特·托雷尔
克努特·托雷尔（瑞典語：Knut Torell，1885年5月1日—1966年12月24日），瑞典男子体操运动员。他曾获得1912年夏季奥运会体操比赛男子团体瑞典式金牌。他于1966年在哈宁厄市去世。